# John McGuire (Komponist)
John McGuire (geboren 27. Juni 1942 in Artesia, Kalifornien) ist ein US-amerikanischer Komponist zeitgenössischer Musik, Pianist, Organist und Musikredakteur, der lange Zeit in Deutschland lebte.

## Leben und Werk
John McGuire wurde 1942 in Artesia, Kalifornien, geboren. Er war Absolvent des Occidental College in Los Angeles, Kalifornien, und wurde später Schüler von Krzysztof Penderecki und Karlheinz Stockhausen. Nachdem er die Sopranistin Beth Griffith geheiratet hatte, arbeitete er an Tonbandmusik, die ihre Stimme als Material verwendete. Das Ergebnis ist A Cappella.
1971 erhielt er den Gaudeamus-Preis.
Er war lange Zeit in Köln aktiv, kehrte jedoch 1998 in die Vereinigten Staaten zurück. Er lehrte als Gastprofessor an der Columbia University in New York.

## Werk
Zu McGuires bekannteren Kompositionen zählen die Pulse Music-Reihe und die 48 Variations für zwei Klaviere, die von Herbert Henck und Deborah Richards zur Aufführung gebracht wurden.

### Werkliste
- String Trio No. 1 (1963–64)
- Study für Orchester (1965)
- Divergences für Klavier, 2 Violinen, 2 Violen, 2 Celli (1965–66)
- String Trio No. 2 (1966)
- Cadenza für Streichquartett (1966)
- Decay für acht Hörner (1967–70)
- Frieze für vier Klaviere (1969–74)
- Pulse Music I, Tonband (1975–76)
- Pulse Music II für vier Klaviere und kleines Orchester (1975–77)
- 48 Variations für zwei Klaviere (1976–80)
- Pulse Music III, Tonband (1978)
- Music for Horns, Pianos and Cymbals (1981)
- Cadence Music für 21 Spieler (1982–85)
- Vanishing Points, Tonband (1985–88)
- A Cappella für Sopran und Tonband (1990–97)
- Contradance für Sopran und Streichquartett (2000–2004)
- Ordinary Measures für gemischten Chor (2004–05)
- Marking Time für zwei kleine Orchester (I: 4 Klarinetten, 2 Hörner, 6 oder 12 Streicher. II: je 2 Oboen, Englischhörner, Fagotte, Trompeten, Posaunen; 8 oder 16 Streicher) (2006–09)
- Jump Cuts für zwei Streichtrios (je Violine, Viola, Violoncello) (2009–12)
- Double Bars für zwei Streichtrios (je Violine, Viola, Violoncello) (2015–17)
- Playground für zwei Streichtrios (je Violine, Viola, Violoncello) (20xx–2021)
- Crossways für zwei Violinen und zwei Violoncelli (2019–2022)
- Twelve Circles für Klavier (2021–2023)

### Diskografie
- 48 Variations for Two Pianos. (LP) Largo (1987).
- Pulse Music III, Vanishing Points, A Cappella. Beth Griffith, Sopran. Sargasso (CD), SCD 28043 (2002).
- Cadence Music, Exchanges, Decay, Frieze, Music for Horns, Piano and Cymbals. Edition RZ 20003-4 (2008).